# Excelsior Maschinen
Die Excelsior Maschinen-GmbH war ein deutscher Maschinen- und Automobilhersteller, der in Berlin ansässig war. Zwischen 1923 und 1924 baute man dort unter dem Namen Exor einen Kleinwagen.
Das Fahrzeug besaß einen 5/16-PS-Vierzylinder-Reihenmotor von Atos. Konstrukteur war Karl R. Neumann.

## Quelle
- Werner Oswald: Deutsche Autos 1920–1945, 10. Auflage, Motorbuch Verlag Stuttgart (1996), ISBN 3-87943-519-7, Seite 441